# Suhl

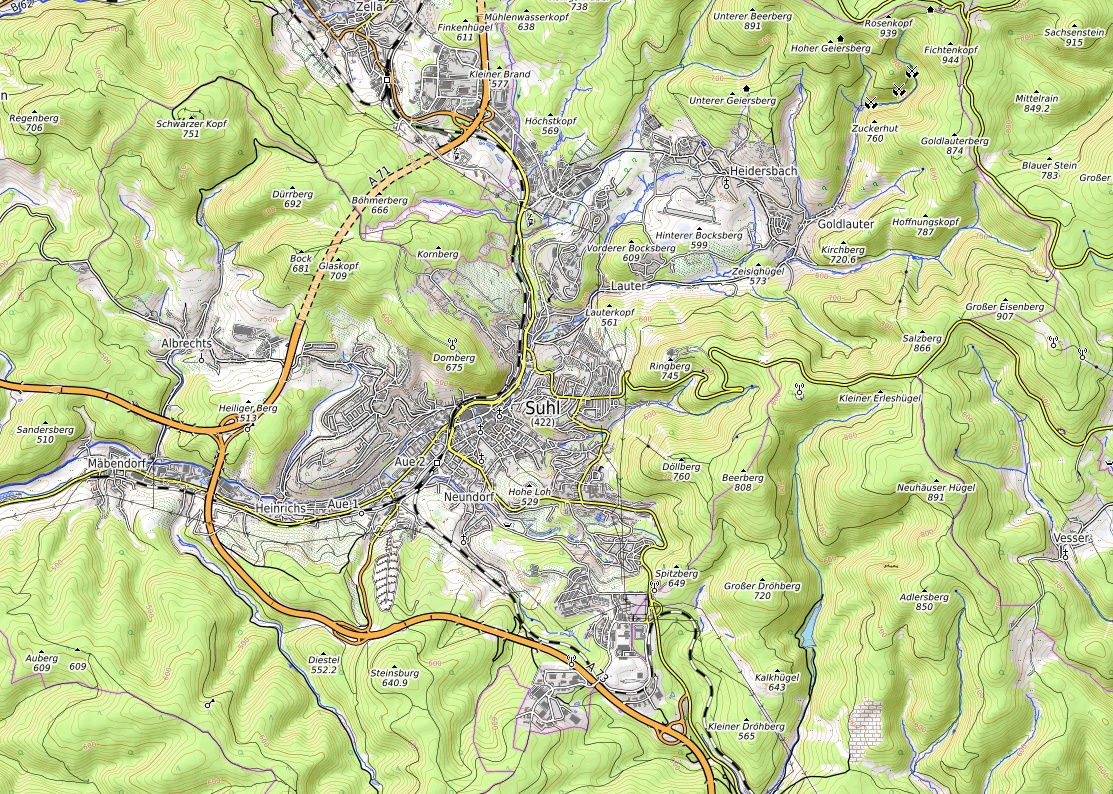
Topographie von Suhl – Quelle: OpenTopoMap (2016)

Suhl ist eine kreisfreie Mittelstadt im fränkisch geprägten Süden des Freistaats Thüringen. Sie liegt am Südhang des Thüringer Waldes im Tal von Lauter und Hasel. Suhl wird von der Landesplanung als Teil des kreisübergreifenden und funktionsteiligen Oberzentrums Südthüringen festgeschrieben.
Aufgrund ihrer Geschichte als Standort von Rüstungsbetrieben erklärten am 14. Februar 1991 die gewählten Vertreter des Stadtrates Suhl zur Stadt des Friedens. Gleichwohl bezeichnet sich die Stadt wegen der langen Tradition der Jagdwaffenherstellung gemäß Stadtratsbeschluss aus dem Jahr 2005 als Waffenstadt Suhl.
Suhl war über die Jahrhunderte eine vom Bergbau geprägte Stadt. Im Jahr 1952 wurde sie Bezirksstadt des Bezirkes Suhl. Es folgte der Beschluss, die Stadt umzugestalten und zu vergrößern. Beim Umbauprozess wurde umfangreich alte Bausubstanz in der Innenstadt abgerissen und durch moderne, von der Plattenbauweise geprägte Architektur ersetzt. So wuchs Suhl innerhalb weniger Jahre von etwa 25.000 Einwohnern auf über 56.000 an. Seit 1990 verzeichnete die kreisfreie Stadt allerdings mit knapp 40 Prozent den mit Abstand größten Bevölkerungsrückgang unter allen Landkreisen und kreisfreien Städten Deutschlands.
In der Vergangenheit wurde Suhl sowohl für die seit Jahrhunderten ansässige Waffenherstellung als auch durch den Kraftfahrzeug- und Zweiradhersteller Simson bekannt. Viele Menschen verbinden mit Suhl auch das Wirken des Komponisten und Interpreten volkstümlicher Musik Herbert Roth. Heute sind es auch bekannte Wintersportler und Sportvereine wie der VfB 91 Suhl oder der Skiverein SWV Goldlauter-Heidersbach.

## Geographie

### Geographische Lage
Suhl liegt in einem in Südrichtung langgezogenen Tal (minimal 380 m über NN) am Süd- bis Westrand des Thüringer Waldes. Die Stadt ist von Bergen zwischen 650 und 983 m Höhe umgeben. Im Nordosten schließt das Stadtgebiet einen Teil des Rennsteigs, sowie die Gipfel des Großen Beerbergs (983 m), des Schneekopfs (978 m), des Großen Finsterbergs (944 m), des Großen Eisenberges (907 m) und des Sachsensteins (915 m) mit ein. Es grenzt schließlich mit dem Stadtteil Gehlberg an den nördlichen Teil des Thüringer Waldes sowie an das Tal der Wilden Gera. Im Osten wird das Kernstadtgebiet von Gipfeln begrenzt, die zum Adlersberg-Massiv zu zählen sind (Großer Erleshügel 839 m, Ringberg 746 m, Beerberg 808 m, Großer Dröhberg etwa 730 m). Des Weiteren dehnt sich das Stadtgebiet hier über den Stadtteil Vesser einschließlich des oberen Vessertales bis zum Stadtteil Schmiedefeld am Rennsteig aus. Südlich schließt sich mit dem 671 m hohen Schleusinger Berg (bzw. seinen Suhler Vor-Gipfeln Steinsburg und Sommerberg) der am Schneeberg bis zu 692 m hohe Kleine Thüringer Wald an, der bereits zum Thüringer-Wald-Buntsandstein-Vorland gezählt wird und im Westen Suhls in noch deutlich niedrigere Gipfel übergeht. Innerhalb der Stadt sind der Domberg (674,8 m), der Berg Hohe Loh (529 m) mit dem gleich hohen Nebengipfel Hainberg und der Döllberg (760 m) von Bedeutung.
Nachbargemeinden sind die sich unmittelbar anschließende Stadt Zella-Mehlis im Norden (Landkreis Schmalkalden-Meiningen), die Gemeinde Dillstädt im Westen, Geratal, Elgersburg und Ilmenau (alle drei Ilm-Kreis) im Osten und die Städte und Gemeinden Schleusingen, Schmeheim und Oberstadt (Landkreis Hildburghausen) im Süden.
Ein Teil der Suhler Gemarkung berührt im Osten das Biosphärenreservat Vessertal-Thüringer Wald der UNESCO.
| Berg               | Höhe  | Ortsteil                  |
| ------------------ | ----- | ------------------------- |
| Großer Beerberg    | 983 m | Gehlberg                  |
| Schneekopf         | 978 m | Gehlberg                  |
| Großer Finsterberg | 944 m | Schmiedefeld am Rennsteig |
| Großer Eisenberg   | 907 m | Schmiedefeld am Rennsteig |

### Geologie
Aufgrund der geologischen Situation am Rand des Thüringer Waldes kommen bei Suhl verschiedene Bodenschätze vor.
- Eisenerze: Roteisenerz, Brauneisenerz, Magneteisenerz in Gang- und sedimentären Lagerstätten fast im gesamten Stadtgebiet
- Kupfererze: Kupferkies, Kupferpecherz, Malachit in Ganglagerstätten, aber auch im Acanthodesschiefer bei Suhl-Goldlauter
- Silbererze: Fahlerze und selten gediegen Silber im Acanthodesschiefer; Silbergehalte der Gang-Kupfererze
- Manganerze: Braunstein, Schwarzer Glaskopf in Gängen
- Uranerze: Anreicherungen von Uranglimmer und Pechblende in Lettenlagen des Buntsandsteins
- Steinkohle: kohlehaltige Schiefer in permischen Sedimenten
- Spat: violetter Fluorit, Baryt, Calcit
- Salz: hoch angereicherte Chlorkalziumquelle „Ottilienquelle“, 2003 wieder neu erbohrt

Alle Bodenschätze wurden bis Mitte/Ende des 19. Jahrhunderts, Eisenerze und Spat bis Anfang des 20. Jahrhunderts bergmännisch gewonnen. Heute spielen sie keine wirtschaftliche Rolle mehr.

### Stadtgliederung
Zu Suhl gehören zehn eingemeindete Dörfer und die zu DDR-Zeiten errichteten Plattenbau-Wohnkomplexe am Stadtrand sowie das Stadtzentrum im Tal in der Mitte. Sie sind in der Liste der Ortsteile von Suhl aufgeführt.
Die im Jahr 1994 eingemeindeten Orte Dietzhausen, Wichtshausen und Vesser haben eigene Postleitzahlen und Telefonvorwahlnummern:
- Dietzhausen und Wichtshausen die Postleitzahl 98529 und die Vorwahl 036846,
- Vesser die Postleitzahl 98528 und die Vorwahl 036782.

Die 2019 eingemeindeten Orte Gehlberg und Schmiedefeld am Rennsteig haben wie Vesser die Postleitzahl 98528.

## Geschichte

### Frühgeschichte
Bodenfunde auf dem Gebiet der heutigen Stadt Suhl belegen den Aufenthalt von Menschen schon um 2000 v. Chr. Etwa 500 v. Chr. wurden mit der Einwanderung keltischer Volksstämme im Suhler Raum Menschen sesshaft. Angenommen wird, dass ein einzelner Hof in der Gegend der Hauptkirche, am Rimbach gelegen, die erste Ansiedlung war. Die Salzquellen und das vorgefundene Eisenerz dürften der Anlass zur Ansiedlung gewesen sein. Der anfängliche Hof vergrößerte sich zum Dorf und entwickelte sich im Laufe der folgenden Jahrhunderte allmählich zur Stadt.

### Mittelalter
Unterlagen des Klosters Fulda nennen zwischen 900 und 1155 wiederholt einen Ort „Sulaha“. Seit etwa 1100 gehörte das Gebiet den Grafen von Henneberg. Die erste gesicherte urkundliche Erwähnung datiert aus dem Jahr 1300. Die ältesten Eisenhämmer Suhls wurden 1363 bis 1365 genannt: der Niederhammer und der Lauterhammer. Damit wird eine vorherige Tradition des Eisenerzbergbaus belegt, die bis um die Mitte des 13. Jahrhunderts zurückreicht. Bereits aus dem Jahr 1474 sind Berichte von Verhandlungen am Berggericht zu Suhl überliefert.
Anstelle eines früheren Vorgängerbaus wurde auf dem Kirchberg, dem ältesten Siedlungszentrum der Stadt, von 1487 bis 1491 die Hauptkirche St. Marien errichtet. Nach Stadtbränden 1590, 1634 und 1753 erfolgte der Wiederaufbau der Kirche, zuletzt 1761 im Rokoko-Stil.

### Frühe Neuzeit
Von 1500 bis 1806 gehörte Suhl, wie auch das restliche Henneberger Land, zum Fränkischen Reichskreis.
1527 bestätigten die gefürsteten Grafen von Henneberg-Schleusingen Suhls städtische Rechte und Statuten, die zuvor schon bestanden. 1553 wurde Suhl als Bergstadt bezeichnet, was der Stadt Rechte und Pflichten als Sitz der Bergverwaltung und der Berggerichtsbarkeit zubilligt. Im gleichen Jahr ließen sich Büchsenschmiede aus Nürnberg und Augsburg nieder, seit 1535 ist die Handfeuerwaffenproduktion nachgewiesen.
Eisenerzabbau bildete die Grundlage für die Entwicklung des Rohrschmiede- und Büchsenmacherhandwerks. Die Fertigung von Sicheln und Wagen ist 1155 und von Harnischen, Panzern und Schwertern im Jahr 1499 nachgewiesen. 1548 bildete sich die Barchent- und Leineweberzunft, 1555 erfolgte die Gründung der Rohr- und Büchsenschmiede-Innung. Graf Georg Ernst von Henneberg erteilte 1563 den „Schlössern, Büchsenmachern, Spohrern und Windenmachern“ Innungsprivilegien. Ende des 16. Jahrhunderts wurden jährlich über 20.000 Gewehrrohre hergestellt.
Im Jahr 1555 wurde mit dem Bau der vor den Toren der Stadt gelegenen Gottesackerkirche/Heiligkreuzkapelle begonnen. Die drei Hauptflüsse Steina, Lauter und Hasel lieferten die Antriebsenergie für 37 im Stadtgebiet nachgewiesene Mühlen.
Nach dem Tod von Georg Ernst von Henneberg im Jahr 1583 fiel die Stadt als gemeinschaftlicher Besitz an die sächsischen Wettiner. Für das Jahr 1590 ist der erste große Stadtbrand bezeugt. Kaiserliche kroatische Truppen unter Feldmarschall Graf Johann Ludwig Hektor von Isolani plünderten und zerstörten Suhl 1634 im Dreißigjährigen Krieg, nachdem zwei Jahre zuvor Waffenproduktion und -handel ihren Höhepunkt erreicht hatten. Auch die Truppen des schwedischen Königs Gustav Adolf von Schweden wurden mit Waffen beliefert, daher erschien Suhl den Kriegsparteien immer wieder als lohnendes Ziel. Die Eisen- und Waffenproduktion geriet in eine Krise. Der Bergbau konnte sich seitdem nicht wieder erholen.
Suhl war von 1553 bis 1699 von der Hexenverfolgung betroffen. Im gesamten heutigen Stadtgebiet mit den Ortsteilen Albrechts, Dietzhausen, Goldlauter, Heinrichs (Suhl), Mäbendorf, Neundorf (Suhl), Vesser (Suhl) und Wichtshausen gab es 116 Hexenprozesse mit 74 Hinrichtungen. Vier Angeklagte starben unter der Folter. Am 26. Juni 2011 wurden die Opfer der Suhler Hexenprozesse postum rehabilitiert.

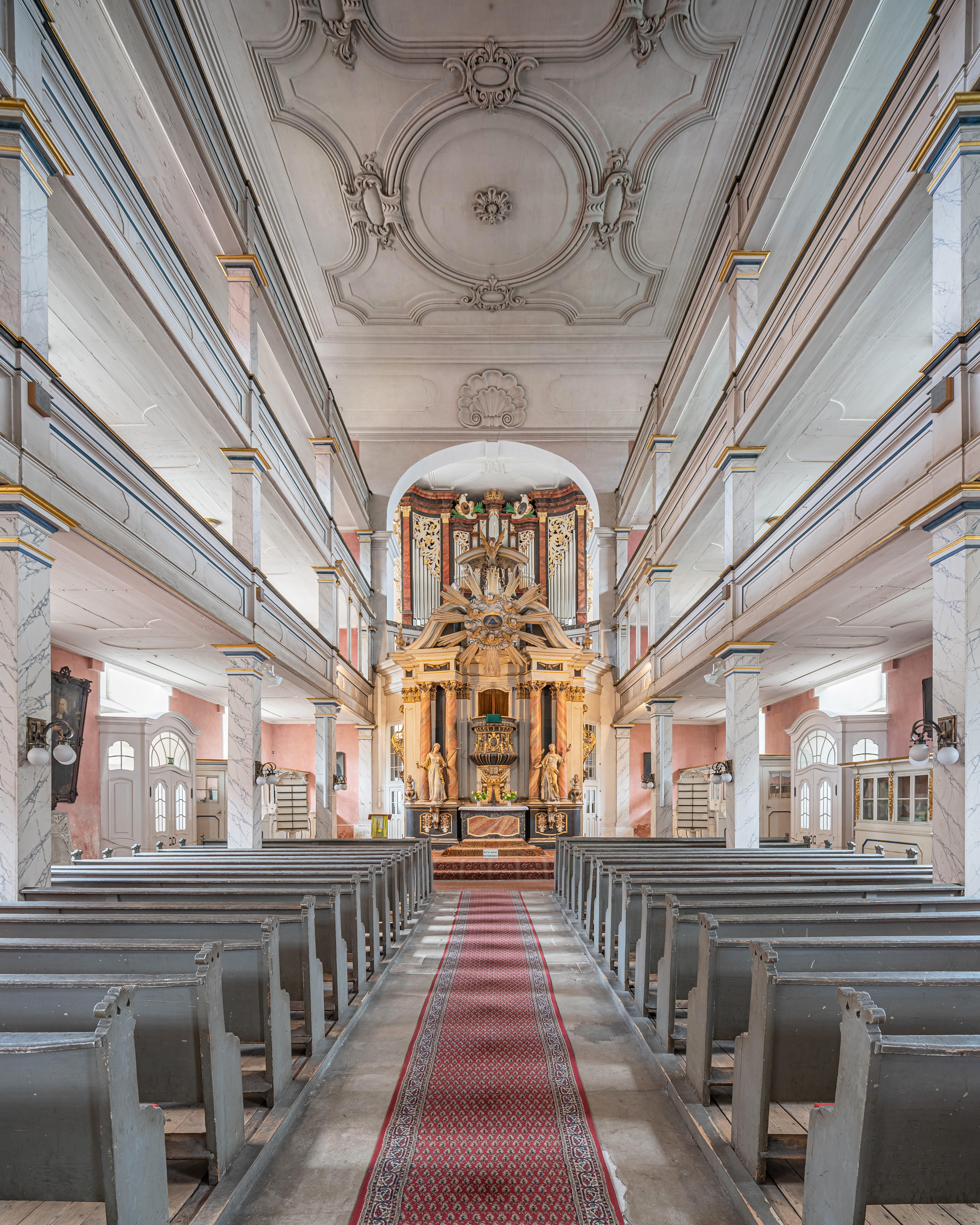
Eilert-Köhler-Orgel und Altar in der Kreuzkirche

Seit Mitte des 17. Jahrhunderts ist in Suhl Orgelbau ansässig. Caspar Lehmann, auch Kaspar Lochmann genannt, unterhielt mit Johann Heinrich Mann eine in Südthüringen anerkannte Orgelbaufirma. Bezeugt sind Suhler Instrumente u. a. in Steinbach (Steinbach-Hallenberg), Ohrdruf und Rohr.
1660 wurde Suhl nach dem sächsischen Teilungsvertrag albertinisch und fiel als Sitz des Amtes Suhl an das Herzogtum Sachsen-Zeitz.
In den 1690er Jahren bemühte sich Herzog Moritz Wilhelm von Sachsen-Zeitz um eine Belebung des Bergbaus. Nach einem Gutachten von J. M. Paräus, Bergdirektor, wurde ein Konzept erarbeitet, in dessen Folge ein Hochofen in Suhl errichtet und zahlreiche Bergwerke wieder oder neu aufgenommen wurden – teils mit modernster Bergtechnik, wie beispielsweise einer Wasserkunst (1696 am Schacht Moritz Wilhelm).
Am 28. Mai 1702 marschierten 150 Dragoner unter Befehl des kursächsischen Oberst Roland in die Stadt ein und beschlagnahmten 620 Gewehre, die an den schwedischen General Baron Gyldenstein geliefert werden sollten. Den Auftrag dafür gab der sächsische Kurfürst August der Starke, der damit ein Zeichen gegen den florierenden Waffenhandel der Suhler mit Kriegsgegnern wie Schweden setzen wollte. Die Besatzungstruppe verließ Suhl mit dem Hinweis, dass man auch diejenigen Waffen abholen würde, die von anderen ausländischen Potentaten bestellt worden sind. Die von Herzog Moritz Wilhelm ausgerufene Mobilmachung der Landmiliz wurde erst am 15. Juli 1702 wieder aufgehoben.
Obwohl in vielen deutschen Gegenden bereits unüblich, ist für 1712 in Suhl ein Fall belegt, bei dem der Scharfrichter Glaser öffentlich zwei Männer und vier Frauen gebrandmarkt hat. Den als Zigeuner bezeichneten Personen ließ er einen Galgen auf ihre Rücken brennen.
Im Jahr 1713 weihte Johann Bernhard Bach (d. Ä.), ein Cousin Johann Sebastian Bachs, die neue Orgel in der Hauptkirche St. Marien ein. Die Bach-Familie war der Stadt verbunden, ein Teil dieser verzweigten Familie hatte seine musikalische Ausbildung beim Suhler Stadtmusikus und Stadtpfeifer Johannes Christoph Hoffmann sen. erhalten, so Johann Bach (1604–1673), der Großonkel, und Christoph Bach (1613–1661), der Großvater von Johann Sebastian Bach, weiterhin Heinrich Bach (1615–1692) und Johannes Bach (1604–1673). Georg Christoph Bach (1642–1697) war von 1661 bis 1668 Kantor und Schulmeister in Heinrichs bei Suhl. Auch in späteren Jahren galt Suhl als gute Adresse für die musikalische Ausbildung. Der Komponist Johann Peter Kellner (1705–1772) lernte dort Komposition und Satztechnik bei Hieronymus Florentinus Quehl. Kellner war später Lehrer des in Suhl geborenen Komponisten und Organisten Johann Ernst Rembt (1749–1810). Ihre Ausbildung erhielten dort auch Johann Friedrich Kessel, von 1756 bis 1798 Domkantor in Freiberg und Johann Friedrich Fasch (1688–1755), dessen Vater in Suhl Kantor und Rektor der Lateinschule war.

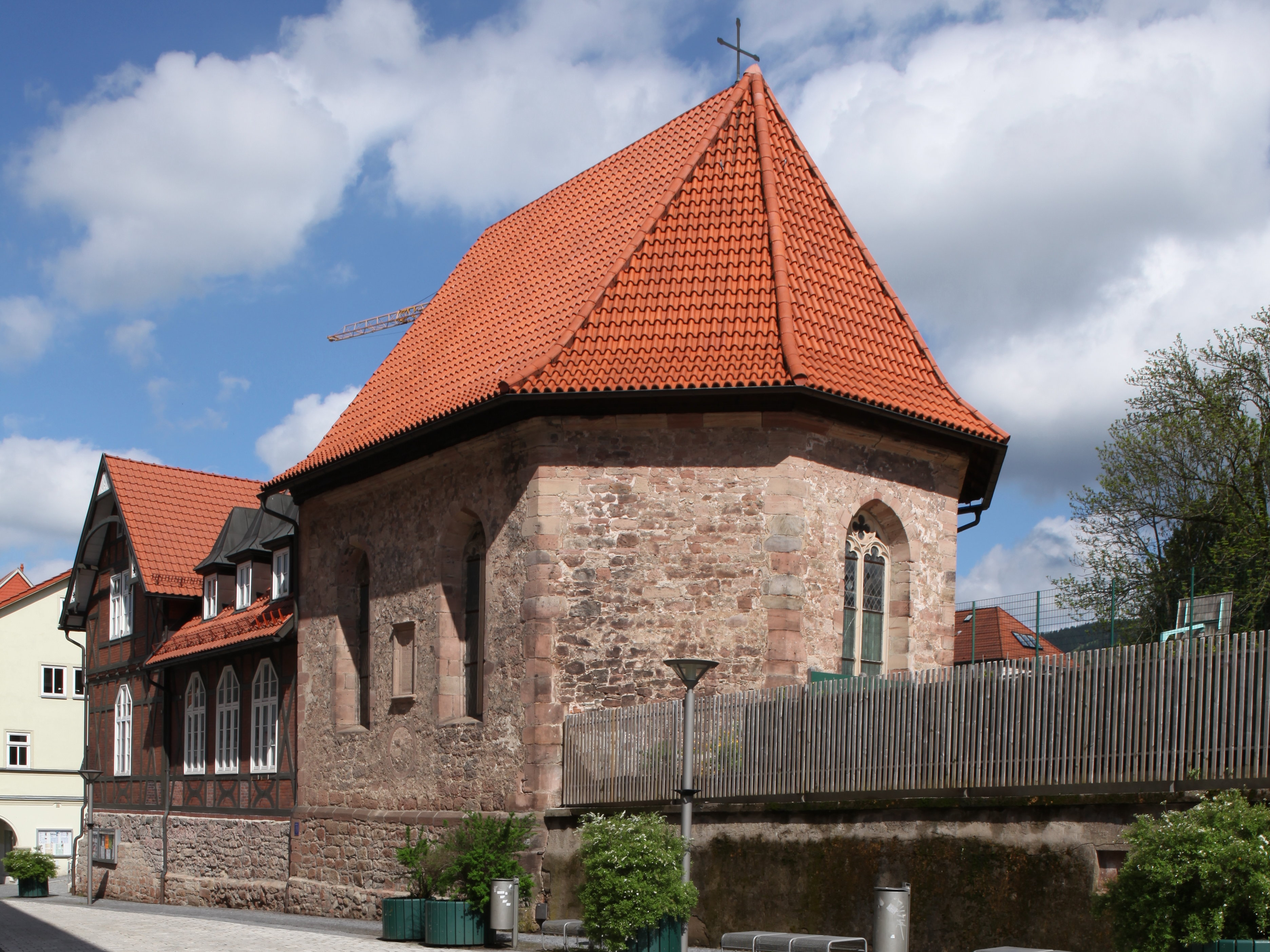
Kapelle Zum Heiligen Kreuz

Nach Erlöschen der Linie Sachsen-Zeitz gelangte Suhl 1718 an Kursachsen. Neben der gotischen Heiligkreuzkapelle/Gottesackerkirche entstand von 1731 bis 1739 „vor den Toren der Stadt“ die barocke Kreuzkirche. Vom letzten großen Stadtbrand am 1. Mai 1753 blieben lediglich das Gebäudeensemble um das einstige untere Malzhaus (heute Waffenmuseum), die Kreuzkirche, zwei Mühlen und wenige Häuser, darunter einige Rohrschmieden und Hammerwerke am Stadtrand, verschont. Das Feuer brach kurz nach 10 Uhr in der heutigen Stadelstraße im Ortszentrum aus und verbreitete sich durch den Steinweg über sämtliche Gassen im Stadtkern. Insgesamt brannten damals neben den öffentlichen Gebäuden 542 Privathäuser mit 220 Nebengebäuden, 490 Stallungen und 161 Stadel ab. Damit die Gewehr- und Barchentfabrikanten nach dem Brand nicht abwanderten, erhielten sie einen staatlichen Bauvorschuss. Am Wiederaufbau der Stadt wirkten mehrere bekannte Baumeister mit, wie beispielsweise Gottfried Heinrich Krohne aus Weimar, der 1754 das Schlegelmilch'sche Eckhaus am Markt projektierte.
Im Jahr 1736 waren 119 Schlossermeister bzw. Büchsenmacher in Suhl tätig. Damit war die Stadt der wichtigste Ort der Waffenherstellung in Kursachsen.
Im Jahr 1746 lag der Bergbau fast völlig darnieder, so dass die Gewehrfabrik wegen Mangels an Eisenerz in ihrer Existenz bedroht war. Die einführbaren Erze aus Schmalkalden oder Saalfeld waren entweder zu minderwertig oder zu teuer. In Suhl wurden nur noch zwei Bergwerke betrieben: Segen Gottes und der Roter Crux. Der Rat zu Suhl ersuchte das Oberaufseheramt in Schleusingen um Steuerbegünstigungen und Holzzuteilungen für die „Aufnehmung eines dasigen Gebürges auf Eisen-Stein“ am Ringberg. Die Verhandlungen zogen sich über zehn Jahre erfolglos hin.
Ein Stadtbrand am 1. Mai 1753 richtete in der Innenstadt großen Schaden an, von dem sich die Stadt erst allmählich wieder erholte.
1765 entsandte Kursachsen den Bergoffizianten Wilhelm Gottlob Gläser und seinen Sohn Friedrich Gottlob Gläser zur Übernahme des Bergamtes in Suhl, um die seit den 1740er Jahren herrschenden Missstände zu beseitigen. Unterstützt vom Wissen der Gläsers und motiviert von den geordneten Verhältnissen, fanden sich etliche Bergbauwillige, Knappen und Gewerkschaften. Es kam zur Aufnahme dutzender Bergwerke. Das „Hennebergische Bergfieber“ brach aus, hielt aber nur einige Jahre an. Schon 1775 hatten mehr als die Hälfte der neuen Bergwerke ihren Betrieb wieder eingestellt.
Im Jahr 1780 suchte Johann Wolfgang von Goethe gemeinsam mit dem Geologen und Bergrat Johann Karl Wilhelm Voigt für die Wiederbelebung des Bergbaus in Ilmenau Anregungen in den Suhl-Goldlauterer Bergwerken.

### 19. Jahrhundert
1803 wurde in Suhl die erste mechanische Druckmaschine durch Friedrich Koenig konstruiert. Nach seiner Niederlage in der Völkerschlacht bei Leipzig soll Napoleon I. im Lauterer Wirtshaus übernachtet haben.
Nach dem Wiener Kongress fiel Suhl 1815 wie der gesamte sächsische Anteil an der ehemaligen Grafschaft Henneberg an das Königreich Preußen. Das Amt Suhl wurde 1821 endgültig aufgelöst und war bis 1945 Bestandteil des Kreises Schleusingen im Regierungsbezirk Erfurt in der preußischen Provinz Sachsen, wobei ab 1. Juli 1929 das Landratsamt von Schleusingen nach Suhl verlegt wurde.
Zwar bestanden Anfang des 19. Jahrhunderts noch einige wenige Bergwerke in Suhl, doch dies genügte nicht, um das Bergamt in Suhl zu erhalten. 1838 wurde es nach Kamsdorf bei Saalfeld verlegt.
Mit der Industrialisierung des Büchsenmacherhandwerks im 19. Jahrhundert entwickelten sich bedeutende Waffenfabriken wie die Firmen J. P. Sauer & Sohn, C. G. Haenel und Simson & Co. 1840 wurde in Suhl eine Lehranstalt für Militärbüchsenmacher eröffnet.
In den 1840er und 1850er Jahren wurden im Zuge erster Bemühungen um die Bahnerschließung im Norden Frankens durch Joseph Meyer und später den Hennebergischen Glashüttenverein (Hennebergia AG) auch in Suhl etliche Eisenerzgruben gemutet und teilweise mit guter Ausbeute betrieben, doch waren die wirtschaftlichen Verhältnisse der Betreiber nicht dauerhaft günstig.
1861 begann eine bedeutende Porzellanproduktion. In den drei 1861, 1868 und 1882 in Suhl und Mäbendorf gegründeten Fabriken waren zeitweise über 1000 Arbeiter beschäftigt. In den ersten Jahren stellte man gebranntes Porzellan und später Zierporzellan her. Um 1930 wurde die Porzellanherstellung eingestellt.
1882 erhielt Suhl nach Süden Anschluss an das deutsche Eisenbahnnetz, nach Fertigstellung des Brandleitetunnels 1884 auch nach Norden. 1893 wurde in Suhl eine Beschussanstalt eröffnet, die erste und damit älteste in Deutschland. Bereits 1896 wurde in den Simson-Werken die Produktion von Fahrrädern aufgenommen. 1906 begann die Auto-Produktion in Suhl. Rennwagen und Luxuswagen der Simson-Werke, wie der Simson Supra, erhielten schnell einen hervorragenden Ruf.

### 20. und 21. Jahrhundert

#### 1920er Jahre

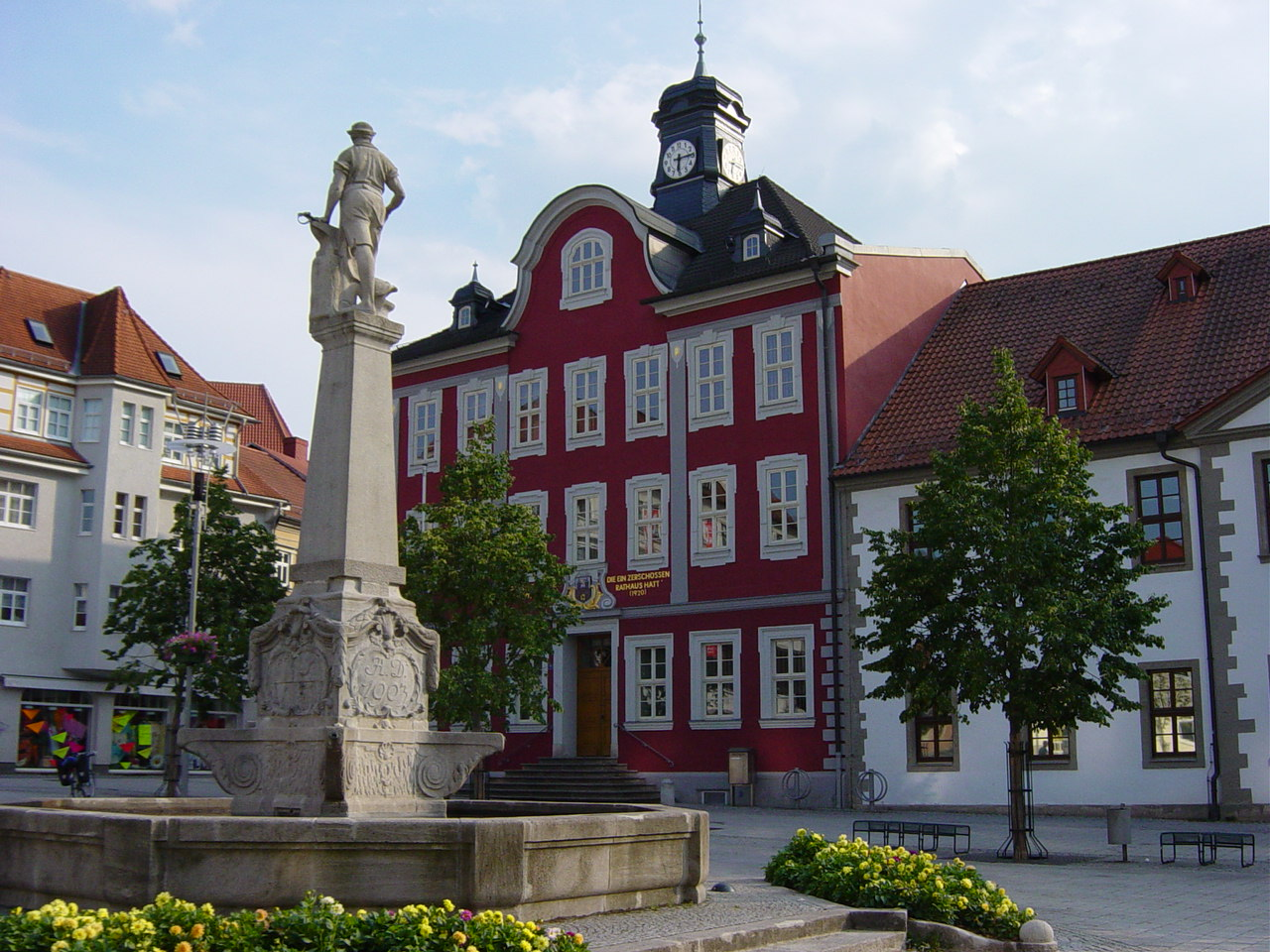
Das Suhler Rathaus mit Waffenschmied-Denkmal

Suhl wurde während des Kapp-Putsches (13. bis 17. März 1920) von Truppen besetzt. An die Vertreibung der Milizen durch Arbeiterwehren erinnert die Inschrift am Rathaus „Im grünen Wald die rote Stadt, die ein zerschossen' Rathaus hatt“. 
In den 1920er und 1930er Jahren wurde die Reichswehr (ab 1935 hieß sie Wehrmacht und wurde massiv aufgerüstet) unter anderem mit Waffen aus Suhl ausgerüstet.

#### 1933–1945
Nach der Machtergreifung des NS-Regimes am 30. Januar 1933 begann reichsweit die Verfolgung und Entrechtung von politischen Gegnern, unerwünschten Bevölkerungsteilen und von Menschen, die sich der Gleichschaltung widersetzten. 
In Suhl formierten sich einige Widerstandsgruppen: seit 1933 die sozialdemokratisch geprägte Domberg-Runde, die kommunistische Regenberg-Gemeinde und seit 1936 die Friedberg-Gruppe. Die anarchosyndikalistische Ortsgruppe der FAUD und die kommunistische KAPD/AAU aus Ruhla schlossen sich zu einer Schwarzen Schar zusammen.
1935 arisierten NS-Funktionäre jüdisches Eigentum, unter anderem das Kaufhaus Herzberg am Markt. Die Simson-Werke wurden zunächst in die Wilhelm-Gustloff-Stiftung überführt und dann 'arisiert'. Die 1906 eingeweihte Synagoge in der früheren Hohenlohestraße (heute Straße der Opfer des Faschismus), von 1904 bis 1906 erbaut, wurde während der Novemberpogrome 1938 von Brandstiftern angezündet. An die Zerstörung erinnert seit November 1985 ein Gedenkstein. Zu den Suhler Opfern des Holocaust zählen die 27 jüdischen Bürger, die im Mai 1942 nach Polen deportiert wurden, und weitere 14, welche im September 1942 ins KZ Theresienstadt deportiert wurden.
1940 wurde eine Fliegerschule eröffnet. In deren Gebäuden war von 1951 bis 1989 die Bezirksverwaltung des Ministeriums für Staatssicherheit ('Stasi') untergebracht.
Wie in den meisten deutschen Städten wurde im Zweiten Weltkrieg die Industrie auf Waffen- und Kriegsproduktion umgestellt. Auf 20.000 Einwohner kamen etwa 10.000 Zwangsarbeiter. Hergestellt wurden in hohen Stückzahlen Maschinenpistolen und Maschinengewehre sowie Messleiteinrichtungen für die V-Waffen-Produktion. Von größeren Luftangriffen blieb Suhl verschont, da die in der Stadt vorhandenen Produktionsstätten für Kriegswaffen von den Alliierten als unbedeutend eingestuft worden waren. Doch entledigten sich 25 amerikanische B-17 „Flying Fortress“ am 26. März 1945 über der Siedlung Fröhlicher Mann im Norden von Suhl und über freiem Feld (Dörrenbachtal) aus 7200 Metern Höhe ihrer Bombenlast. Das Ziel sei der – nicht getroffene – Bahnkörper gewesen. 31 (34?) Tote waren zu beklagen, die Gaststätte Fröhlicher Mann und 16 weitere Häuser wurden zerstört. 
Da sich versprengte SS-Einheiten den US-Truppen nicht kampflos ergaben, kam es in Suhl Anfang April 1945 zu Kriegsschäden.

#### 1945–1990
Am 3. April 1945 besetzten Einheiten der 3. US-Armee unter Befehl des Generals George S. Patton die Stadt. Mit Auflösung der preußischen Bezirksregierung in Erfurt wurde Suhl zum 1. Juli 1945 dem Land Thüringen zugeordnet. Am 3. Juli 1945 übernahmen Einheiten der Roten Armee auf Grund des 1. Londoner Zonenprotokolls von 1944 und der Beschlüsse der Konferenz von Jalta die Stadt. Suhl wurde damit Teil der Sowjetischen Besatzungszone. 1947 wurden wichtige Werke der Rüstungsindustrie gesprengt (u. a. Krieghoff) oder als Reparation in die Sowjetunion abtransportiert (wie die Simson-Werke). Bereits im Jahr zuvor waren wichtige Experten und Facharbeiter wie der Konstrukteur Hugo Schmeisser (MP18, Sturmgewehr 44) in die Sowjetunion verbracht worden.
Mit Aufnahme der Motorradproduktion (AWO 425) in den Simson-Werken erfuhr die Fahrzeugherstellung 1950 eine Wiederbelebung. Die Simson-Werke produzierten zunächst als SMAD-Betrieb unter sowjetischer Führung, firmierten ab 1952 als Fahrzeug- und Gerätewerk Simson Suhl, ab 1968 als Fahrzeug- und Jagdwaffenwerk „Ernst Thälmann“ und wurden später in das IFA-Kombinat eingegliedert.

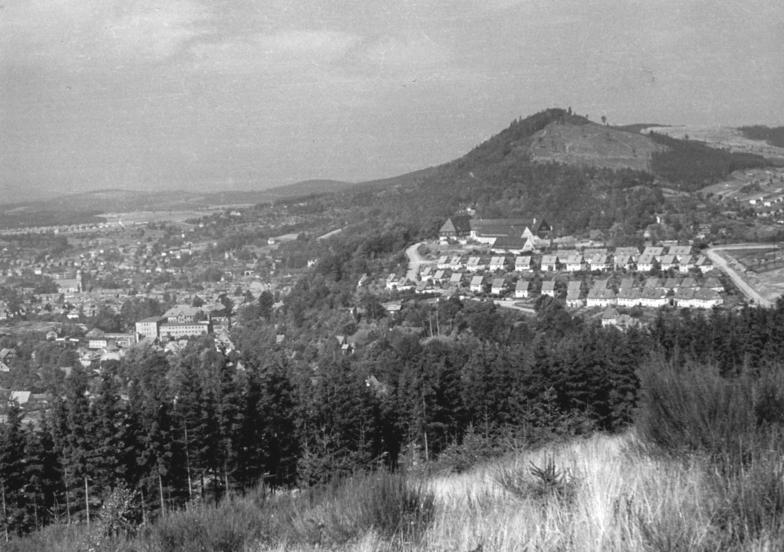
Suhler Stadtansicht mit Blick Richtung Domberg (1952)

1952 wurde Suhl nach Auflösung der Länder in der DDR Bezirkshauptstadt und blieb dies bis zur Wiedervereinigung 1990. Der historisch gewachsene Stadtkern wurde zu großen Teilen abgebrochen und unter Federführung der Bauakademie der DDR unter Hermann Henselmann sozialistisch umgestaltet. Es entstand ein neues Stadtzentrum mit Kulturhaus, Stadthalle, Hochhäusern, Schnellstraße, Centrum Warenhaus und Verwaltungsgebäuden. 1953 wurde das Staatliche Sinfonieorchester Suhl gegründet (ab 1979: Thüringer Philharmonie Suhl).
Seit dem 12. Mai 1967 ist Suhl kreisfreie Stadt.
Im Jahr 1972 wurde der Sportflugplatz Suhl-Goldlauter
eingeweiht; im gleichen Jahr fand der erste Großflugtag statt. 1978 war Suhl Austragungsort der Europameisterschaften im Sportschießen.

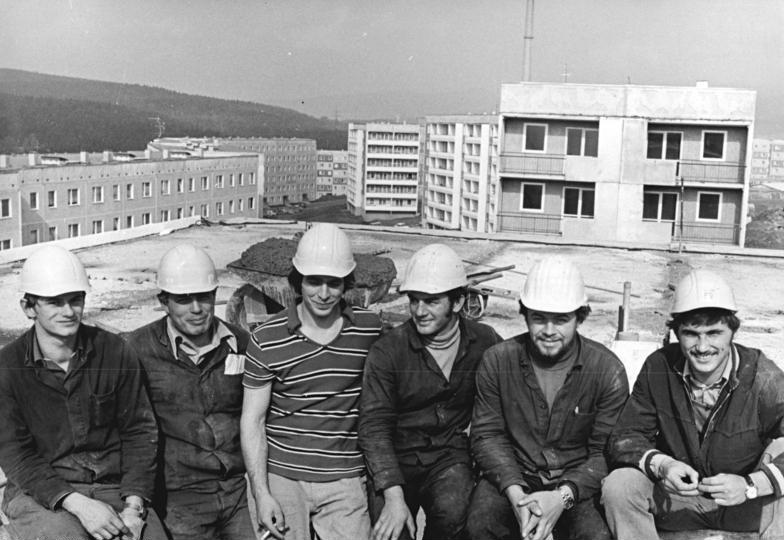
Bau des Großwohngebietes Suhl-Nord (1980)

Im Jahr 1984 eröffnete auf dem Suhler Friedberg eine Offiziershochschule der DDR-Grenztruppen (nach 1990 Gewerbepark und Teil der Technischen Universität Ilmenau). 1986 war Suhl Austragungsort der 8. Europameisterschaften im Volleyball und der 44. Weltmeisterschaften im Sportschießen.
Ab September 1989 versammelten sich von Woche zu Woche mehr Menschen in Kreuzkirche und Marienkirche und forderten demokratische Rechte und Freiheiten. Die erste Großdemonstration am 4. November 1989 war ein Meilenstein des demokratischen Umbruchs in Suhl.

#### 1990 – heute
Seit 1990 gehört Suhl zum wieder gegründeten Freistaat Thüringen. Nach der Wende privatisierte die Treuhandgesellschaft 'Volkseigene Betriebe. Viele Menschen zogen nach Westdeutschland um; die Einwohnerzahl von Suhl sank.
Die Berufsfachschule für Büchsenmacher eröffnete 1992 als einzige Schule dieser Art in Deutschland. Seit 1998 erfolgt dort auch die Ausbildung von Graveuren. Im Jahr 2001 nahm das SRH Institut für Gesundheitsberufe (IfG) seine Arbeit als Fachschule für Berufe im Gesundheitswesen auf.
Im Jahr 1995 wurde nach der Rekonstruktion der ehemaligen Stadthalle das Congress Centrum Suhl (CCS) eröffnet. Mit dem bis zu 5000 Besucher fassenden Saal und seiner Veranstaltungspalette spielt das CCS eine wichtige Rolle für das Kulturangebot in Suhl und Südthüringen.
1996 öffnete im ehemaligen Simson-Werk ein Fahrzeugmuseum seine Pforten. Das Museum befindet sich seit 2007 im Congress Centrum Suhl.
Im Jahr 2013 verkaufte die Stadt für 98,5 Millionen Euro ihre E.ON-Aktien. Nach Abzug von Steuern und über 20 Mio. Euro Schulden aus dem Bau des Suhler Kongresszentrums wurde die hohe Verschuldung von 69 Millionen Euro (Stand: Ende 2012) abgebaut. Im Hinblick auf die weiterhin kritische Finanzlage und den stetigen Bevölkerungsrückgang der Stadt ist der Status der Kreisfreiheit öffentlich diskutiert worden. Im Zuge der Thüringer Gebietsreform zwischen 2018 und 2024 gab es Pläne zur Umstrukturierung bzw. Eingemeindung der Kreisfreien Stadt. Unter anderem wurden hier Pläne eines Südthüringer Landkreises (Schmalkalden-Meiningen, Hildburghausen, Sonneberg, Suhl), sowie kleinere Varianten, wie die Gründung eines gemeinsamen Landkreises zwischen Schmalkalden-Meiningen und Suhl diskutiert, jedoch nie umgesetzt.
Suhl trägt seit Anfang 2014 den Titel Staatlich anerkannter Erholungsort und erhebt eine Kurtaxe.
Auf dem Suhler Friedberg befindet sich in den Gebäuden der einstigen Offiziershochschule der DDR-Grenztruppen seit Juli 2014 ein für etwa 1200 Menschen ausgelegtes Erstaufnahmeheim für Asylbewerber. Das Heim wurde Ende 2015 bis Anfang 2016 von mehr als 1600 Menschen bewohnt. Von Januar 2015 bis Dezember 2015 gab es gegen das Heim mehrere Proteste der rechtsextremen Gruppierung Sügida, die sich als Ableger von Pegida verstand, und zahlreiche linke Demonstrationen gegen Sügida. Seit Frühjahr 2016 ist das Erstaufnahmeheim innerhalb Thüringens als „Verfahrensportal“ eingestuft, in dem Asylbewerber auf ihren Bescheid warten. Damit sind die Zahl der Bewohner und deren Aufenthaltsdauer stark zurückgegangen.

### Eingemeindungen
Am 1. April 1994 wurden Albrechts, Dietzhausen, Vesser und Wichtshausen eingemeindet. Diese räumlich vom Stadtgebiet getrennten Orte haben wie auch die schon früher eingemeindeten Orte Goldlauter-Heidersbach, Heinrichs und Mäbendorf einen eigenen Ortschaftsrat. Am 1. Januar 2019 wurden Gehlberg und Schmiedefeld am Rennsteig eingemeindet.

### Bevölkerungsentwicklung

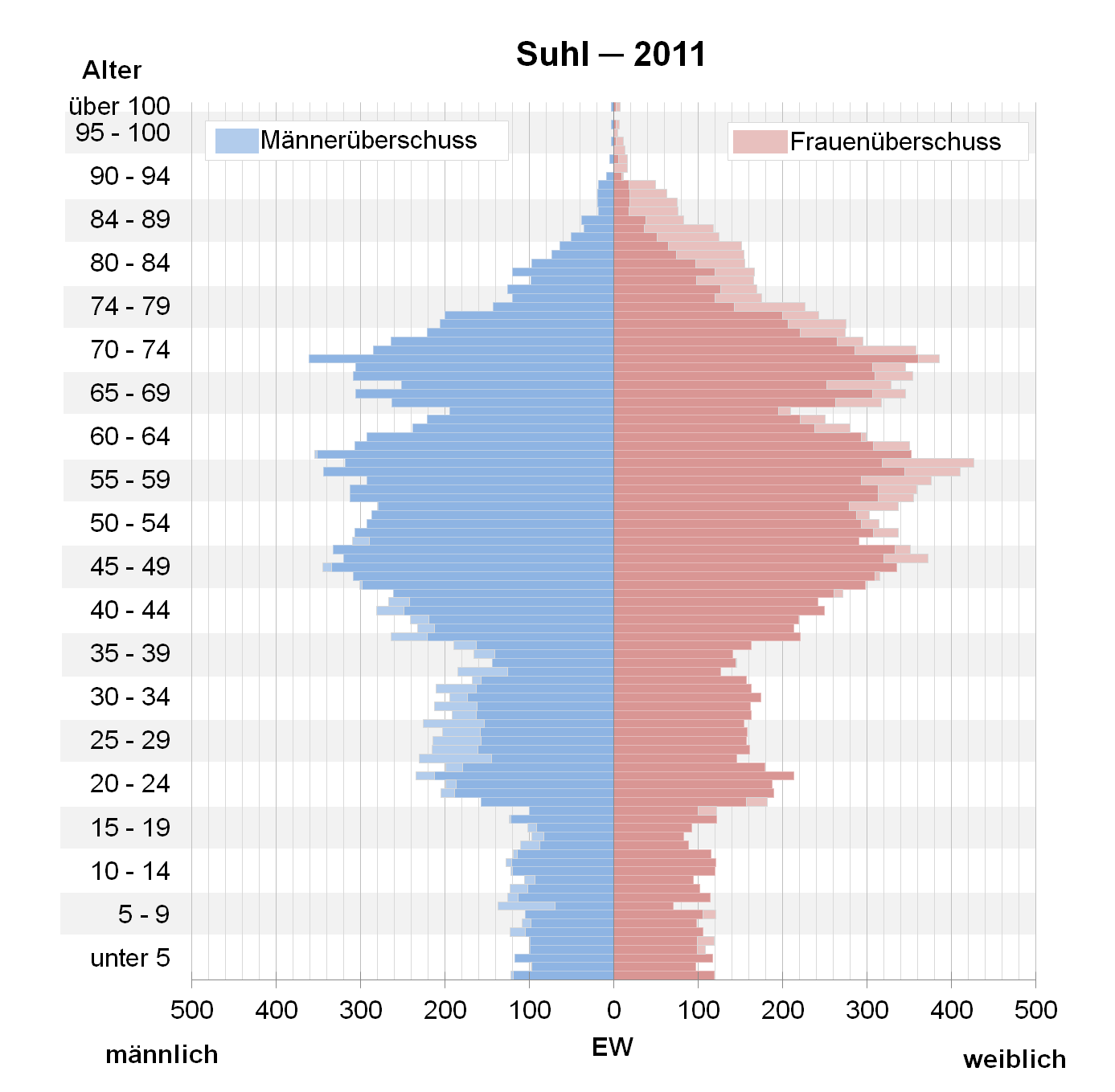
Bevölkerungspyramide für Suhl (Datenquelle: Zensus 2011)

Im Jahr 1989 erreichte die Bevölkerungszahl der Stadt Suhl mit über 56.000 ihren historischen Höchststand. Inzwischen ist die Einwohnerzahl jedoch wieder gesunken. Seit der Wende hat Suhl mit erheblicher Abwanderung zu kämpfen, weshalb Suhls Wohnlandschaft einem starken Rückbau unterworfen ist. Dies betrifft insbesondere Plattenbauten an der Stadtperipherie und im Ortsteil Suhl-Nord.
Am 31. Dezember 2023 hatte die Stadt Suhl 36 307 Einwohner, darunter 4 804 Ausländer. Der Ausländeranteil in Suhl lag damit bei 13,2 % und war der höchste aller kreisfreien Städte in Thüringen. Noch Ende 2013 lag dieser Wert bei 2,2 % und war in einem für thüringische Städte deutlich unterdurchschnittlichen Bereich.
Das Bundesinstitut für Bau-, Stadt- und Raumforschung (BBSR) veröffentlichte 2012 eine Schätzung, laut der Suhl im Jahr 2030 nur noch 27.400 Einwohner haben könnte.
Die folgende Übersicht zeigt die Einwohnerzahlen nach dem jeweiligen Gebietsstand. Bei den Zahlen handelt es sich um Volkszählungsergebnisse (¹) oder amtliche Fortschreibungen der jeweiligen Statistischen Ämter beziehungsweise der Stadtverwaltung selbst. Die Angaben beziehen sich ab 1843 auf die „Ortsanwesende Bevölkerung“, ab 1925 auf die Wohnbevölkerung und seit 1966 auf die „Bevölkerung am Ort der Hauptwohnung“.
| Datum              | Einwohner |
| ------------------ | --------- |
| 1525               | 1.255     |
| 1705               | 4.486     |
| 1753               | 5.189     |
| 1806               | 6.060     |
| 1811               | 5.598     |
| 1815               | 5.922     |
| 1841               | 7.150     |
| 3. Dezember 1843 ¹ | 8.127     |
| 1. Dezember 1875 ¹ | 10.512    |
| 1. Dezember 1880 ¹ | 10.004    |
| 1. Dezember 1885 ¹ | 10.602    |
| 1. Dezember 1890 ¹ | 11.533    |
| 2. Dezember 1895 ¹ | 11.900    |
| 1. Dezember 1900 ¹ | 13.000    |
| 1. Dezember 1905 ¹ | 13.814    |
| 1. Dezember 1910 ¹ | 14.468    |
| 1. Dezember 1916 ¹ | 14.820    |
| 5. Dezember 1917 ¹ | 14.639    |

| Datum               | Einwohner |
| ------------------- | --------- |
| 8. Oktober 1919 ¹   | 14.742    |
| 16. Juni 1925 ¹     | 15.579    |
| 16. Juni 1933 ¹     | 15.477    |
| 17. Mai 1939 ¹      | 25.530    |
| 1. Dezember 1945 ¹  | 25.084    |
| 29. Oktober 1946 ¹  | 24.598    |
| 31. August 1950 ¹   | 24.020    |
| 31. Dezember 1955   | 25.215    |
| 31. Dezember 1960   | 25.497    |
| 31. Dezember 1964 ¹ | 28.190    |
| 1. Januar 1971 ¹    | 31.661    |
| 31. Dezember 1975   | 37.771    |
| 31. Dezember 1981 ¹ | 49.849    |
| 31. Dezember 1985   | 54.392    |
| 31. Dezember 1988   | 56.345    |
| 31. Dezember 1990   | 54.731    |
| 31. Dezember 1995   | 53.591    |
| 31. Dezember 1998   | 50.182    |

| Jahr ² | Einwohner |
| ------ | --------- |
| 1999   | 49.206    |
| 2000   | 48.025    |
| 2001   | 46.765    |
| 2002   | 45.569    |
| 2003   | 44.529    |
| 2004   | 43.652    |
| 2005   | 42.689    |
| 2006   | 41.861    |
| 2007   | 41.015    |
| 2008   | 40.173    |
| 2009   | 39.526    |
| 2010   | 38.776    |
| 2011   | 38.219    |
| 2012   | 35.967    |
| 2013   | 35.665    |
| 2014   | 36.208    |
| 2015   | 36.778    |
| 2016   | 35.892    |

| Jahr ² | Einwohner |
| ------ | --------- |
| 2017   | 35.166    |
| 2018   | 34.835    |
| 2019   | 36.789    |
| 2020   | 36.395    |
| 2021   | 36.054    |
| 2022   | 36.325    |
| 2023   | 36.307    |
| 2024   | 34.685    |

¹ Volkszählungsergebnis      ² jeweils 31. Dezember

## Politik
Suhl war als Bezirkshauptstadt in der DDR ein administratives Zentrum. Neben der Bezirksleitung der SED und dem „Rat des Bezirkes“ waren auch Dienststellen der Staatssicherheit, der NVA und die Offiziershochschule „Rosa Luxemburg“ der Grenztruppen der DDR Arbeitgeber.

### Stadtrat
Das Ergebnis der Wahl zum Stadtrat am 26. Mai 2024 ergab:
| Stadtratswahl Suhl 2024Wahlbeteiligung: 57,4 % 403020100 37,2 %23,8 %11,5 %10,8 %6,1 %4,7 %3,6 %2,3 % CDUAfDFWLinkeSPDBfSGrüneFDPGewinne und Verlusteim Vergleich zu 2019 %p 12 10 8 6 4 2 0 −2 −4 −6 −8+7,7 %p+11,7 %p−7,8 %p−7,5 %p−5,8 %p+4,7 %p−2,1 %p−1,0 %pCDUAfDFWLinkeSPDBfSGrüneFDP | Sitzverteilung im Stadtrat Suhl seit 2024Insgesamt 36 Sitze - Linke: 4 - SPD: 2 - Grüne: 1 - FW: 4 - FDP: 1 - CDU: 13 - BfS: 2 - AfD: 9 |

Ergebnisse der Stadtratswahlen seit 1999
| Parteien und Wählergemeinschaften | Parteien und Wählergemeinschaften           | % 1999 | Sitze 1999 | % 2004 | Sitze 2004 | % 2009 | Sitze 2009 | % 2014 | Sitze 2014 | % 2019 | Sitze 2019 |
| --------------------------------- | ------------------------------------------- | ------ | ---------- | ------ | ---------- | ------ | ---------- | ------ | ---------- | ------ | ---------- |
| CDU                               | Christlich Demokratische Union Deutschlands | 43,6   | 19         | 25,5   | 9          | 23,0   | 8          | 25,1   | 9          | 29,5   | 11         |
| FW                                | Freie Wähler Suhl                           | —      | —          | —      | —          | 8,8    | 3          | 23,4   | 8          | 19,3   | 7          |
| LINKE                             | Die Linke                                   | 31,4   | 13         | 31,8   | 12         | 31,1   | 11         | 32,9   | 12         | 18,3   | 7          |
| AfD                               | Alternative für Deutschland                 | —      | —          | —      | —          | —      | —          | —      | —          | 12,1   | 4          |
| SPD                               | Sozialdemokratische Partei Deutschlands     | 22,6   | 10         | 10,6   | 4          | 17,4   | 6          | 15,2   | 6          | 11,9   | 4          |
| GRÜNE                             | Bündnis 90/Die Grünen                       | 2,4    | —          | —      | —          | —      | —          | —      | —          | 5,7    | 2          |
| FDP                               | Freie Demokratische Partei                  | —      | —          | 3,3    | —          | 6,9    | 3          | 3,4    | 1          | 3,3    | 1          |
| AfS                               | Aktiv für Suhl                              | —      | —          | 28,8   | 11         | 12,8   | 5          | —      | —          | —      | —          |
| Gesamt                            | Gesamt                                      | 100    | 36         | 100    | 36         | 100    | 36         | 100    | 36         | 100    | 36         |
| Wahlbeteiligung in %              | Wahlbeteiligung in %                        | 54,1   | 54,1       | 47,5   | 47,5       | 47,3   | 47,3       | 45,0   | 45,0       | 54,7   | 54,7       |

### Oberbürgermeister
Oberbürgermeister ist seit dem 1. Juli 2018 André Knapp (CDU). Er löste bei den Kommunalwahlen in Thüringen 2018 im zweiten Wahlgang den parteilosen Amtsinhaber Jens Triebel ab. André Knapp gewann in der Stichwahl mit 52,4 % der Stimmen.
Liste der Oberbürgermeister (seit 1990)
- 1990–2006: Martin Kummer (CDU)
- 2006–2018: Jens Triebel (parteilos)
- seit 2018: André Knapp (CDU)

### Wappen
| Wappen von Suhl | Blasonierung: „In Silber eine gezinnte schwarzgefugte rote Stadtmauer mit nach außen geschwenkten, schwarz beschlagenen goldenen Torflügeln und goldener Toröffnung, darin auf grünem Dreiberge eine schwarze Henne mit rotem Kamm, dahinter wachsend zwei gezinnte Türme mit je vier schwarzen Fenstern und goldbeknauften blauen Kegeldächern, zwischen ihnen eine schwebende schräggestellte goldene Erzmulde, von einer schräglinken goldgestielten blauen Hacke gekreuzt.“ |
| Wappen von Suhl | Wappenbegründung: Bereits ein aus dem 17. Jahrhundert stammendes „SIGILLVM CIVITATIS SVLAE“ zeigt das Tor mit der Henne darin und die Hacke und Sohle schräggekreuzt übereinander. Der Haupterwerb des ehemals hennebergischen Ortes war ursprünglich der Eisenerzbergbau. Daraus erklärt es sich, dass eine Berghacke, gekreuzt mit einer Erzmulde in das Siegelbild genommen wurde; letztere wurde dann später dem Wortklang des Stadtnamens entsprechend für eine Sohle gehalten. Die Mauerzinnen und Türme symbolisieren das Stadtrecht und die auf dem Dreiberg stehende Henne ist das Symbol der ehemals herrschenden Henneberger Grafen. |

### Städtepartnerschaften
Offizielle Städtepartnerschaften unterhält die Stadt Suhl mit folgenden sieben Städten:
- Bègles (Frankreich), seit 1962
- Kaluga (Russland), seit 1969
- České Budějovice (Tschechien), seit 1979
- Leszno (Polen), seit 1984
- Lahti (Finnland), seit 1988
- Würzburg (Deutschland), seit 1988
- Smoljan (Bulgarien), seit 1998

## Kultur und Sehenswürdigkeiten

### Musik
- Suhler Knabenchor unter der Leitung von Robert Grunert
- Suhler Singakademie unter Leitung von Robert Grunert
- Männerchor „Ars Musica“ unter Leitung von Maik Gruchenberg
- Junger Gymnasialchor unter Leitung von Nina Hanf
- Gymnasialchor unter Leitung von Ralf Jarkusch
- 1. Jugendblasmusikverein Suhl e. V. unter Leitung von Uwe Gutberlet
- Suhler Kantorei unter Leitung von Philipp Christ
- Städtische Musikschule „Alfred Wagner“ Suhl unter Leitung von Viola Bornscheuer und Ingmar Escher[27]
- AWASO (Alfred-Wagner-Sinfonieorchester der Musikschule Suhl) unter Leitung von Ingmar Escher.[28]

### Museen
- Das Waffenmuseum im Stadtzentrum befindet sich im historischen Malzhaus, einem Fachwerkbau aus dem 17. Jahrhundert. Es stellt auf 3 Etagen Exponate aus der 600-jährigen Geschichte Suhler Waffenfertigung aus.[29]
- Das Fahrzeugmuseum im Congress Centrum Suhl präsentiert rund 220 Ausstellungsstücke aus allen Bereichen des Fahrzeugbaus, insbesondere Motorräder der Marke Simson.[30]
- Das Bergbaumuseum und Besucherbergwerk „Schwarzer Crux“ im Ortsteil Vesser.[31]
- Dem Thüringer-Museumspark Gehlberg gehören ein Glasmuseum, ein Wilderermuseum, ein Postamtsmuseum, ein Wettermuseum, ein Schneekopfkabinett, ein Wissenspfad, eine Heimatstube und ein umschließendes Parkgelände an.[32]

### Weiteres
- Schul- und Volkssternwarte mit Zeiss-Planetarium
- Segelflugplatz in Suhl-Goldlauter-Heidersbach
- Kulturbaustelle Suhl
- Rund um die Stadt gibt es mehrere Wanderwege wie zum Beispiel den 25 Kilometer langen Herbert-Roth-Panorama-Wanderweg oder vier verschiedene Bergbauwanderwege mit einsehbaren Bergwerkseingängen.[33]

### Bauwerke

#### Sakralbauten
- Die Hauptkirche St. Marien (erbaut 1487–1491) wurde nach mehreren Stadtbränden in den Jahren 1590, 1634 und 1753 wiederaufgebaut. Mit ihrer Rokoko-Innenausstattung von 1761 gilt sie als größte erhaltene Rokoko-Kirche Ostdeutschlands. Die Orgel ist von Johann Michael Wagner, die Wandmalereien in der Sakristei sind aus der ersten Hälfte des 17. Jahrhunderts.
- Kreuzkirche (erbaut 1731–1739) mit großer Orgel von Eilert Köhler im Hauptschiff und kleiner Ladegast-Orgel in der Kapelle
- Der Neubau der Ottilienkapelle von 1843 anstelle einer Wallfahrtskapelle
- Die gotische Kreuzkapelle/Gottesackerkirche von 1555 mit Chorerweiterung von 1618
- Katholische St.-Kilian-Kirche von 1898
- Pfarrkirche St. Ulrich im Ortsteil Heinrichs von 1503 (1116 zum ersten Mal urkundlich erwähnt, mit spätgotischem, kunstgeschichtlich bedeutendem Sakramentshäuschen)

#### Profanbauten
- Rathaus (neobarocker Umbau 1910, Vorgängerbau von 1590)
- Waffenmuseum im historischen Malzhaus von 1663 (Teil eines ehemaligen Fachwerkhausensembles)
- Fachwerkensemble im Ortsteil Heinrichs mit Rathaus von 1657 (Erdgeschoss 1515; Prunkstück des Henneberger Fachwerkstils)
- Waffenschmied-Denkmal auf dem Marktplatz von 1903, Wahrzeichen der Stadt
- Fachwerkhäuser im Ortsteil Neundorf
- Rokokohaus in der Fußgängerzone Steinweg (weitere Rokokohäuser fielen der sozialistischen Umgestaltung zum Opfer)
- Alte Schmiede, erstes Fabrikgebäude der 1840 gegründeten Waffenfirma C. G. Haenel

- Philharmonie von 1956 (ehemaliges Kulturhaus, wurde durch neues IHK-Gebäude teilweise ersetzt, der Portalbau blieb erhalten und beherbergt als Haus der Geschichte das Stadtarchiv Suhl und das Depot des Waffenmuseums)
- Neubau der Stadtbibliothek von 2004 (Architektenbüro Weingart-Bauer-Bracke-Hoffmann)
- Das Congress Centrum Suhl entstand in den 1990er Jahren durch den Umbau der alten „Stadthalle der Freundschaft“, welche nach dem Vorbild des Leningrader Eispalastes konzipiert worden war.
- Ringberghaus, ein weithin sichtbares Hotel auf dem Ringberg oberhalb von Suhl
- Das Centrum-Warenhaus war über lange Jahre eines der prägendsten Gebäude des modernen Suhler Stadtbildes. Das Warenhaus war von 1966 bis 1969 nach Entwürfen von Heinz Luther (Kollektiv), Ulrich Möckel, Fritz Popp errichtet worden und gilt als eines der bedeutendsten Zeugnisse der europäischen Warenhaus-Architektur der Nachkriegsmoderne. Seit 1990 firmierte es als Kaufhof-Kaufhaus und wurde im Jahr 2000 geschlossen. Prägend für das Gebäude waren die metallplastische Strukturfassade von Fritz Kühn sowie die konstruktivistische Fächertreppe aus Stahlbeton von Waldo Dörsch. Ab Oktober 2006 wurde es nach Investorenplänen abgetragen, umgebaut und um ein Parkhaus erweitert. Der Neubau zu einem neuen Shopping-Center ist seit März 2008 abgeschlossen.

### Denkmäler

#### Naturdenkmale
- Der Suhler Hausberg ist der 675 m hohe Domberg mit Aussicht vom Bismarckturm. An seinem Hang befindet sich die Ottilienkapelle
- Steinsburg bei Suhl-Heinrichs: sagenumwobener Ort, der an die Reste einer alten Burg erinnert. Die Steinformation hat aber natürliche Ursachen und geht auf einen Magmadurchbruch zurück.
- Erletor Talsperre bei Hirschbach
- UNESCO-Biosphärenreservat Vessertal, in ihm liegt z. B. der Adlersberg
- Rennsteig in unmittelbarer Nähe der Stadt
- Pochwerksgrund bei Suhl-Goldlauter

#### Geschichtsdenkmale
- Bismarckturm auf dem Domberg, ein 1896 eingeweihter 21 m hoher Aussichtsturm[34]
- Gedenkstein von 1947 für die NS-Opfer des Stadtteils auf dem Friedhof von Albrechts
- Mahnmal von 1975 auf dem Friedhof von Goldlauter für „Opfer und Kämpfer gegen den Faschismus“, seit 1999 „Opfer der Gewaltherrschaft“
- Sowjetdenkmal für die Rote Armee mit der Aufschrift „Ehre den ruhmreichen Helden der Sowjetarmee – Danke den Völkern der Sowjetunion“ im Stadtteil Aue II
- Gedenkstätte von 1979 für die Opfer des Faschismus mit Relief „Stationen der Arbeiterbewegung“ im Stadtpark
- Gedenktafel von 1998 am Rathaus auf dem Marktplatz für 51 Opfer des Nationalsozialismus – die Namen der ermordeten Sinti und Roma fehlen
- Stele der Erinnerung an die 1938 zerstörte Synagoge, seit 1985 in der Straße der Opfer des Faschismus
- Gedenkstein von 1994 auf dem Städtischen Friedhof für italienische Militärinternierte, die nach der Besetzung Italiens im September 1943 ins Deutsche Reich deportiert wurden und dort Zwangsarbeit leisten mussten. Einige von ihnen starben in Deutschland
- Gedenkstein für im RAD-Lager umgekommene Zwangsarbeiter(innen) auf dem Friedhof in Dietzhausen
- Stolpersteine für deportierte jüdische Bürger

### Grünflächen und Naherholung
Nahe der Kreuzkirche liegt der kleine Stadtpark mit Rotbuchen, zudem verfügt Suhl über einen Tierpark. Gegenwärtig existieren in der Stadt sieben öffentliche Wasserspiele, die vom Eigenbetrieb Kommunale Dienstleistungen Suhl von Ende April bis Ende September betrieben werden. Der Stadtwald hat eine Fläche von 934,6 Hektar. Ein weiteres Wasserspiel ist an der Ottilienquelle.
Das Stadtgebiet von Suhl befindet sich in einem ausgewiesenen Naturschutzgebiet (Stand Januar 2017) mit dem Namen Vessertal.

### Sport

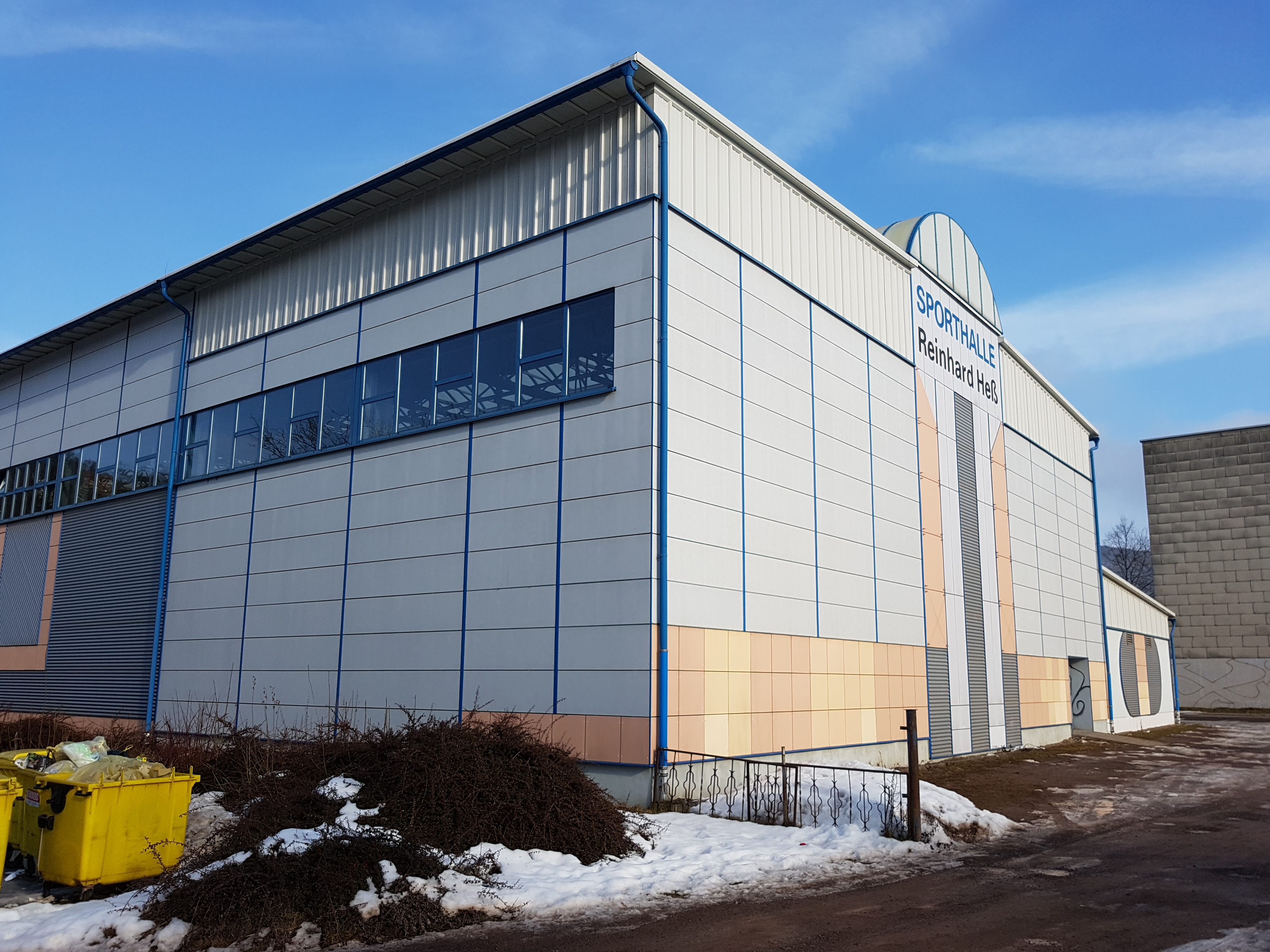
Sporthalle „Reinhard Heß“

- Volleyball: Damen, 1. Bundesliga VfB 91 Suhl
- American Football: Suhl Gunslingers e. V.
- Fußball: 1. Suhler SV, FSV Goldlauter
- Handball: HSG Suhl
- Schießsportzentrum Suhl-Friedberg
- Gewichtheben: AC Suhl e. V.
- Basketball Verein Suhl e. V.
- Tennisclub Suhl e. V.
- Boxring 90
- Sportakrobatikclub Suhl
- Badminton: SG Feinmess Suhl
- Wintersport: SWV Goldlauter-Heidersbach
- Flugsportclub Suhl e. V.

### Regelmäßige Veranstaltungen
- Im Congress Centrum Suhl finden stetig wechselnde Veranstaltungen, Konzerte und auch Ausstellungen statt. So kann man beispielsweise alljährlich die Köstritzer Schwarzbiernacht oder die Tattoo Convention besuchen.[37]

- Provinzschrei (Kulturfestival)
- In Suhl findet seit 2008 jährlich eine Geschichtsmesse statt. Die dreitägige Veranstaltung ist ein Forum für „Anbieter“ und „Abnehmer“ der historisch-politischen Bildungsarbeit in der Bundesrepublik. Sie wendet sich an Institutionen und Vertreter aus Bund, Ländern und Kommunen sowie an alle, die Interesse an der jüngsten Zeitgeschichte haben.[38]

- Seit 2014 findet jährlich am ersten Wochenende des Monats September das Suhler Straßentheaterfestival statt.[39]

## Wirtschaft und Infrastruktur

### Öffentliche Einrichtungen
Die Stadt ist Sitz des Amtsgerichts Suhl sowie des Arbeitsgerichts Suhl.

### Verkehr

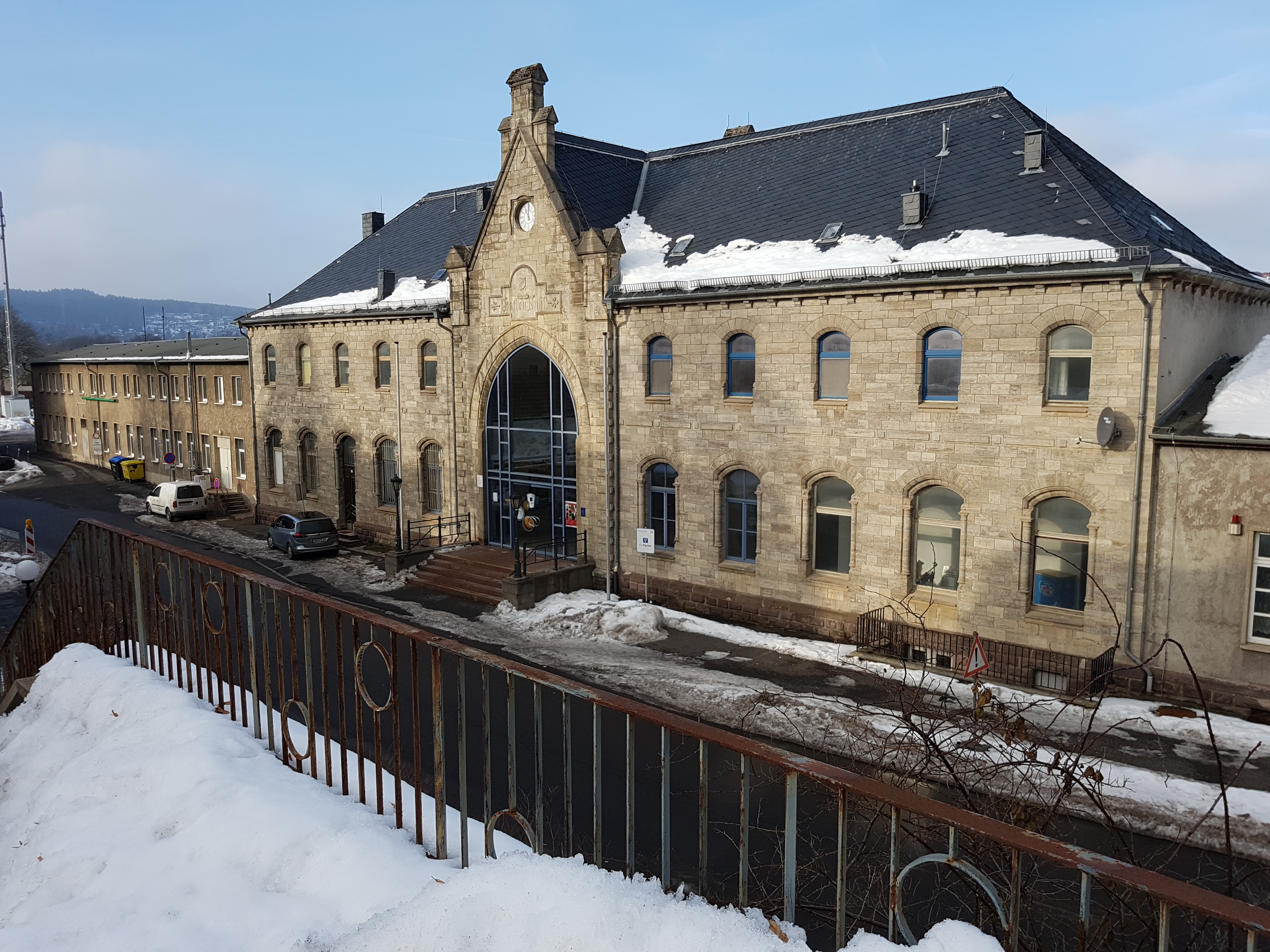
Bahnhof Suhl

Suhl liegt an den Autobahnen A 71 Sangerhausen–Erfurt–Schweinfurt und A 73 Suhl–Nürnberg. Suhl wird im Ortsteil Heinrichs von der A 73 auf der Haseltalbrücke in 85 Meter Höhe überquert.
Die Stadt liegt an der Bahnstrecke Neudietendorf–Ritschenhausen. Vor dem Zweiten Weltkrieg war der Bahnhof Halt für Zugläufe von Berlin nach Saarbrücken und Tübingen sowie für einen Nachtzug Berlin–Rom (Fahrplan 1935: D 13/14). Bis 1991 hielt hier das Städteexpress-Zugpaar 150/157 Rennsteig nach Berlin-Lichtenberg, um wochentags eine Direktverbindung zur Hauptstadt der DDR zu fahren.
Am Bahnhof Suhl verkehren Züge in Richtung Würzburg und Erfurt sowie nach Meiningen. Eine weitere Station befindet sich im Stadtteil Heinrichs.
| Linie | Verlauf                                                                              | Takt Min       | EVU                |
| ----- | ------------------------------------------------------------------------------------ | -------------- | ------------------ |
| RE 7  | Erfurt Hbf–Arnstadt Hbf–Suhl–Grimmenthal–Bad Neustadt–Schweinfurt Hbf – Würzburg Hbf | 120            | DB Regio Südost    |
| RB 44 | Erfurt Hbf–Arnstadt Hbf–Suhl–Grimmenthal–Meiningen                                   | 120            | Süd Thüringen Bahn |
| RE 50 | Erfurt Hbf–Arnstadt Hbf–Suhl–Grimmenthal–Meiningen                                   | sechs Zugpaare | Süd Thüringen Bahn |
|       | Stand 09.06.2024                                                                     |                |                    |

Am Bahnhof Suhl zweigt die Friedbergbahn nach Schleusingen ab. Sie gilt als eine der steilsten normalspurigen Eisenbahnstrecken Deutschlands und ist seit 1997 stillgelegt.
Im 2019 durch Eingemeindung erweiterten Stadtgebiet von Suhl liegen zudem der Bahnhof Gehlberg und der Bahnhof Rennsteig. Durch letzteren hat Suhl auch Anschluss an die Rennsteigbahn.
Der öffentliche Personennahverkehr innerhalb der Stadt wird von der Städtischen Nahverkehrsgesellschaft Suhl/Zella-Mehlis (SNG) mit mehreren Buslinien angeboten. 1989 sollte außerdem der Oberleitungsbus Suhl in Betrieb gehen, das Projekt konnte jedoch in Zeiten des politischen Umbruchs nicht verwirklicht werden.
Im Regionalbusverkehr ist Suhl in die Liniennetze von WerraBus (Landkreis Hildburghausen), den Meininger Busbetrieben (Landkreis Schmalkalden-Meiningen) und der IOV Omnibusverkehr Ilmenau (Ilm-Kreis) integriert. So sind beispielsweise die Wintersportorte Oberhof, Frauenwald und Masserberg erreichbar.
Die nächstgelegene Fernbushaltestelle befindet sich im benachbarten Zella-Mehlis und wird von drei Linien des Unternehmens Flixbus angefahren.
Der Sportflugplatz Suhl-Goldlauter (ICAO-Code EDQS), im Nordosten der Stadt, ist ein Sonderlandeplatz mit einer 570 Meter langen Graslandebahn.

### Wirtschaft
Vor dem Zweiten Weltkrieg genossen vor allem die Waffen-, Fahrzeug- und Werkzeugfirmen großes internationales Ansehen.
| Firmenname                                    | Gründungsjahr | Heutiger Standort | Name zur Zeit der DDR       |
| --------------------------------------------- | ------------- | ----------------- | --------------------------- |
| J. P. Sauer & Sohn                            | 1751          | Isny im Allgäu    |                             |
| Simson                                        | 1856          |                   |                             |
| Remo Gewehrfabrik Gebr. Rempt Suhl            |               |                   |                             |
| C. G. Haenel Waffen- u. Fahrradfabrik Suhl    | 1840          |                   |                             |
| Heinrich Krieghoff Suhl                       | 1886          | Ulm               |                             |
| Fritz Kiess & Co. Suhl                        |               |                   |                             |
| Firma Luch & Wagner Suhl                      |               |                   |                             |
| Walther Steiner Eisenkonstruktionen Suhl      |               |                   |                             |
| Selve-Kronbiegel-Dornheim AG Suhl             |               |                   |                             |
| Metallfabrik Wilhelm Kober                    |               |                   | EGS Elektro- und Hausgeräte |
| Messwerkzeugfabrik Friedrich Keilpart und Co. | 1878          |                   | Feinmeß Suhl                |
| Waffenfabrik Gebrüder Merkel Suhl             | 1898          |                   |                             |

Erwähnenswert sind bedeutende Waffenfabriken in der Nachbarstadt Zella-Mehlis, beispielsweise die Carl Walther GmbH (gegründet 1886), J. G. Anschütz oder Reitz & Recknagel im heutigen Suhler Ortsteil Albrechts, das nach 1945 in Schweinfurt neu aufgebaut wurde.
Nach dem Zweiten Weltkrieg waren das Ernst-Thälmann-Werk und das Fahrzeug- und Gerätewerk Simson Suhl die größten Arbeitgeber der Stadt. Diese Betriebe wurden Anfang der 1970er Jahre vereinigt zum VEB Fahrzeug- und Jagdwaffenwerk „Ernst Thälmann“. Während man in der Waffenproduktion Jagdwaffen, Sport- und Luftgewehre, aber auch in größeren Stückzahlen Kalaschnikows fertigte, wurden bei Simson nach dem Auslaufen der Motorradproduktion AWO 425 Leichtkrafträder hergestellt, u. a. Simson SR2, Simson Star, Sperber, Simson Schwalbe, Simson S 50, Simson S 51. Mit dem Wohnungsbaukombinat WBK Suhl (mit Produktionsstrecken in der Partnerstadt Kaluga und in Berlin-Marzahn), dem Elektrogerätewerk Suhl (Heißwasserspeicher, Mixer, Brot- und Allesschneider, Haarschneidemaschinen), dem Feinmesszeugwerk FMS (zuletzt zum Kombinat Carl Zeiss Jena gehörend), dem VEB MLW Medizinmechanik (heute Aesculap) und dem Fleischkombinat (heute Zimbo) bestanden weitere große und mittelgroße Betriebe. Der größte Teil der in staatlichen Kombinaten organisierten Firmen war nach der Vereinigung wirtschaftlich nicht lebensfähig.
Bedeutende Betriebe nach 1990 sind unter anderem das CD/DVD-Presswerk Compact Disc Suhl-Albrechts, die paragon AG, die Merkel Jagd- und Sportwaffen GmbH (bis 1945 Gebrüder Merkel Suhl), das Zimbo-Werk (bis 1990 Fleischkombinat Suhl) sowie die Großbäckerei Gramss. 2002 meldete die Simson Motorrad GmbH, trotz Einführung neuer Modelle wie Schikra, SC und TS und der Herstellung von Motor- und Elektrorollern, Insolvenz an. Weiterhin werden in Suhl Hebezeuge, medizinische Instrumente, Zulieferteile für die Autoindustrie, Erzeugnisse des Maschinen- und Werkzeugbaus sowie der Elektrotechnik und Messtechnik gefertigt.
Im Jahre 2016 erbrachte Suhl, innerhalb der Stadtgrenzen, ein Bruttoinlandsprodukt (BIP) von 1,088 Milliarden Euro und hatte damit das kleinste BIP unter allen kreisfreien Städten. Das BIP pro Kopf lag im selben Jahr bei 30.053 Euro (Thüringen: 27.674 Euro / Deutschland 38.180 Euro) und damit über dem thüringischen aber unter dem nationalen Durchschnitt. In der Stadt gab es 2017 ca. 21.200 erwerbstätige Personen. Die Arbeitslosenquote lag im Dezember 2018 bei 4,7 % und damit unter dem Durchschnitt von Thüringen mit 5,2 %. Die Arbeitsagentur Suhl hat sich neben der regionalen Arbeitsförderung unter dem Slogan Meer Arbeit darauf spezialisiert, Berufe auf Hoher See zu vermitteln.

### Gesundheit
In Suhl ist mit dem SRH Zentralklinikum Suhl das größte Klinikum Südthüringens angesiedelt. Das Haus der Schwerpunktversorgung umfasst 22 Fach- und Teilgebiete der Medizin. An das Klinikum angeschlossen sind das Medizinische Versorgungszentrum Suhl mit derzeit acht Fachgebieten zur ambulanten Versorgung der Patienten sowie die Notdienstzentrale der Kassenärztlichen Vereinigung.
Zudem befinden sich eine Rettungswache des DRK-Landesbandes Thüringen e. V. und das Luftrettungszentrum der DRF Luftrettung in unmittelbarer Nähe des SRH Zentralklinikums.

### Wohnungsbau
In Suhl gibt es zwei große Wohnungsbauunternehmen: die städtische „Gemeinnützige Wohnungsbaugesellschaft mbH“ (GeWo) und die Arbeiterwohnungsgenossenschaft (AWG) „Rennsteig“ eG. Außerdem sorgen die KLS und viele private Anbieter für die Wohnungsversorgung in Suhl. Seine Hochzeit hatte der Suhler Wohnungsbau in den 1960er und 1970er Jahren. Große Neubaugebiete sind die Aue, die Friedbergsiedlung, Suhl-Nord, das Wohngebiet um die Ilmenauer-Straße und die Siedlung am Himmelreich bzw. auf dem Döllberg. Von 2001 bis 2013 wurden in Suhl 5729 Wohnungen zurückgebaut. Im Jahr 2001 hatte das Neubaugebiet Suhl-Nord noch insgesamt 5358 Wohnungen. Bis zum Jahr 2025 ist geplant, den Stadtteil fast komplett abzureißen. 530 Privatwohnungen sollen verbleiben.
Seit einigen Jahren wird in Suhl dem Bestreben nach hochwertigem Wohnraum gefolgt, so z. B. durch die AWG mit dem Projekt: Lebensräume Auengrund. Im Oktober 2015 wurden die ersten Wohnungen bezogen.

### Bildung
Suhl verfügt über diverse Bildungseinrichtungen der Primär- und Sekundärstufe. Dazu gehören verschiedene Grundschulen, ein Förderzentrum, zwei Realschulen, ein Gymnasium (Friedrich-König-Gymnasium) und einige berufsbildende Schulen, darunter die Private Fachschule für Wirtschaft und Soziales.

### Öffentliche Sicherheit und Brandschutz
Die Feuerwehr Suhl gliedert sich in eine Berufsfeuerwehr und acht Freiwillige Feuerwehren. Die Feuerwache der Berufsfeuerwehr befindet sich seit Juli 2006 im Gefahrenabwehrzentrum in Zella-Mehlis und beherbergt die ehemalige hauptamtliche Feuerwehr Stadtmitte und die Tunnelfeuerwehr für die Bundesautobahn 71. Außerdem untergliedert sich die Feuerwehr Suhl in die acht Freiwilligen Feuerwehren Suhl-Zentrum (ehemals Hauptwache)', Oberland-Lauter, Haselgrund, Goldlauter-Heidersbach, Albrechts, Vesser, Schmiedefeld und Gehlberg.
Die Landespolizeiinspektion Suhl ist mit etwa 600 Polizeibeamten für die Landkreise Hildburghausen und Schmalkalden-Meiningen, den südlichen Wartburgkreis und die Stadt Suhl zuständig. Dieses Gebiet umfasst 2.923 Quadratkilometer und ca. 292.000 Einwohner.
Die Justizvollzugsanstalt Goldlauter hat ihren Standort im Suhler Ortsteil Goldlauter.

## Sonstiges
Unter der Leitung von Rolf Anschütz wurde 1966 in Suhl das erste japanische Restaurant der DDR als Japanabteilung des HO-Restaurants „Waffenschmied“ eröffnet. Die Geschichte des 1977 erweiterten und mit einem kleinen Sentō-Bad versehenen exklusivsten japanischen Lokals Europas erzählt der Spielfilm Sushi in Suhl aus dem Jahr 2012.
Im Internet wurde Suhl hauptsächlich dadurch bekannt, dass die Behörden der Stadt 2001 vergessen hatten, die Gebühren für ihre Domain zu bezahlen. Die damit automatisch gekündigte Domain hat sich daraufhin der Ex-Polizist Norbert Suhl aus Lübeck gesichert. Der darauf folgende Rechtsstreit wurde von den Medien gespannt verfolgt und gilt als Präzedenzfall. Die Stadtverwaltung hat erfolglos versucht, die Domain einzuklagen.
Die Stadt Suhl ist Namenspatin für einen Airbus A321neo (Kennung: D-AIEH) der Deutschen Lufthansa.